# 西鈴蘭台駅
西鈴蘭台駅（にしすずらんだいえき）は、兵庫県神戸市北区北五葉一丁目にある、神戸電鉄粟生線の駅。駅番号はKB42。

## 歴史
- 1970年（昭和45年）6月5日：粟生線の鈴蘭台西口 – 藍那間に新設開業[1]。
- 1992年（平成4年）：12月から全面改装を行い、翌年5月11日に完成。トイレを改築し、車椅子対応やベビーチェア・ベビーシートなどを整えた。
- 2001年（平成13年）3月：1・2番線廃止[1]。
- 2017年（平成29年）3月25日：ダイヤ改正に伴い、昼間時間帯の当駅折り返し列車が復活（一部の列車を除き、藍那駅付近の折り返し設備を利用）。

## 駅構造
相対式2面2線のホームを持つ地平駅。鈴蘭台寄り単線・志染寄り複線の行違い駅でもあり、ホーム有効長は5両。駅舎は3番ホーム、粟生行き寄りにあり、4番ホームへは跨線橋で連絡している。
かつての西鈴蘭台駅は3面4線で、1、2番線（ホーム有効長 1番線4両、2番線6両）は新開地からの終着線であったが廃止され、現在は、コインパーキングに改築されている。現在は、朝に3番線から西鈴蘭台発の折返し電車が出ている。
2017年3月のダイヤ改正で昼間時間帯の当駅発着の列車が設定されたが、この列車は直接折り返さずに、1駅粟生方の藍那駅の留置線（列車によっては見津車庫）まで回送されることがある。（一部列車を除く）
平成初期までは、新開地駅から当駅を折り返す列車が多数運行されていたが、1991年の春・秋の改正で、三木駅発着に延長された。
沿線光ネットワーク接続の駅務遠隔システムが導入されており、センター駅から自動券売機、自動改札機、自動精算機、TVカメラ、インターホン、シャッターが遠隔操作される。そのため駅員巡回駅となっているが、駅舎があり係員が居る事が多いという現状があり、実用上では有人駅同然となっている。

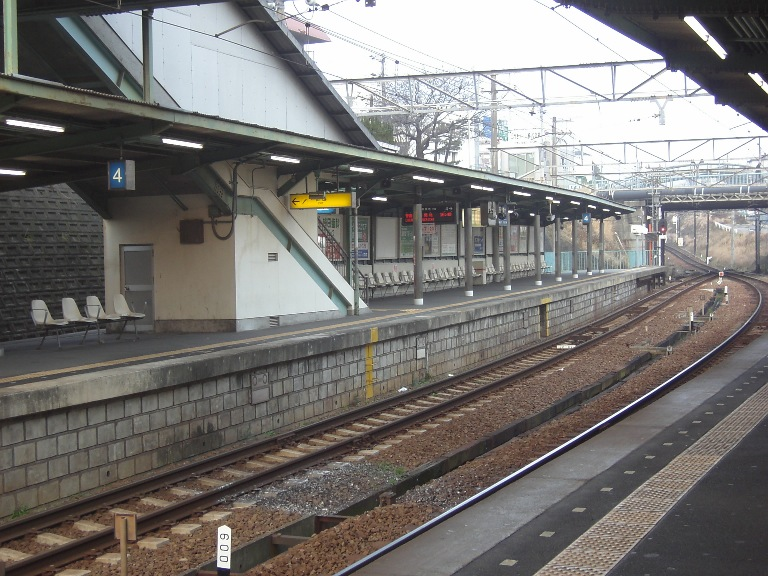
プラットホーム
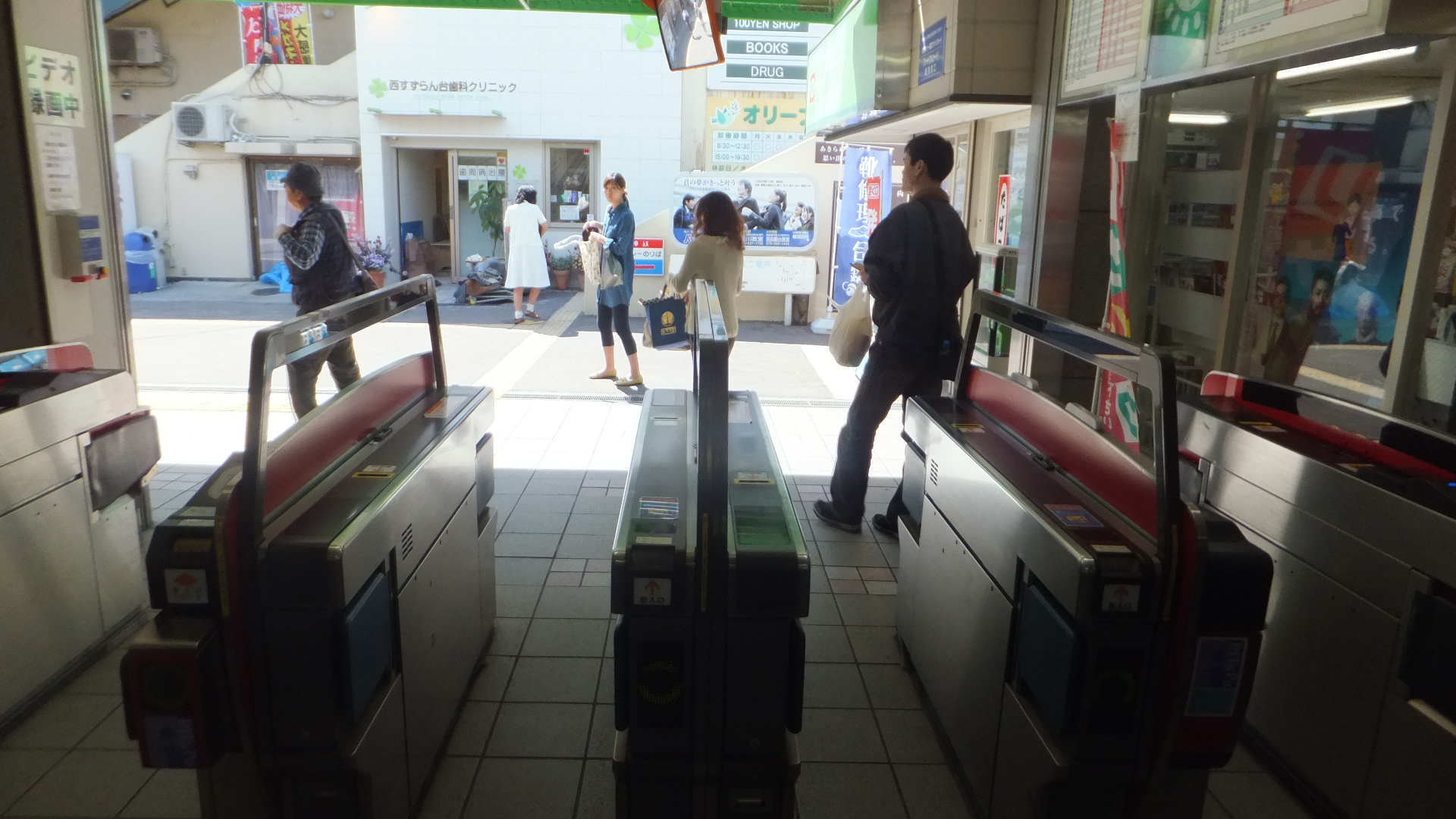
自動改札機
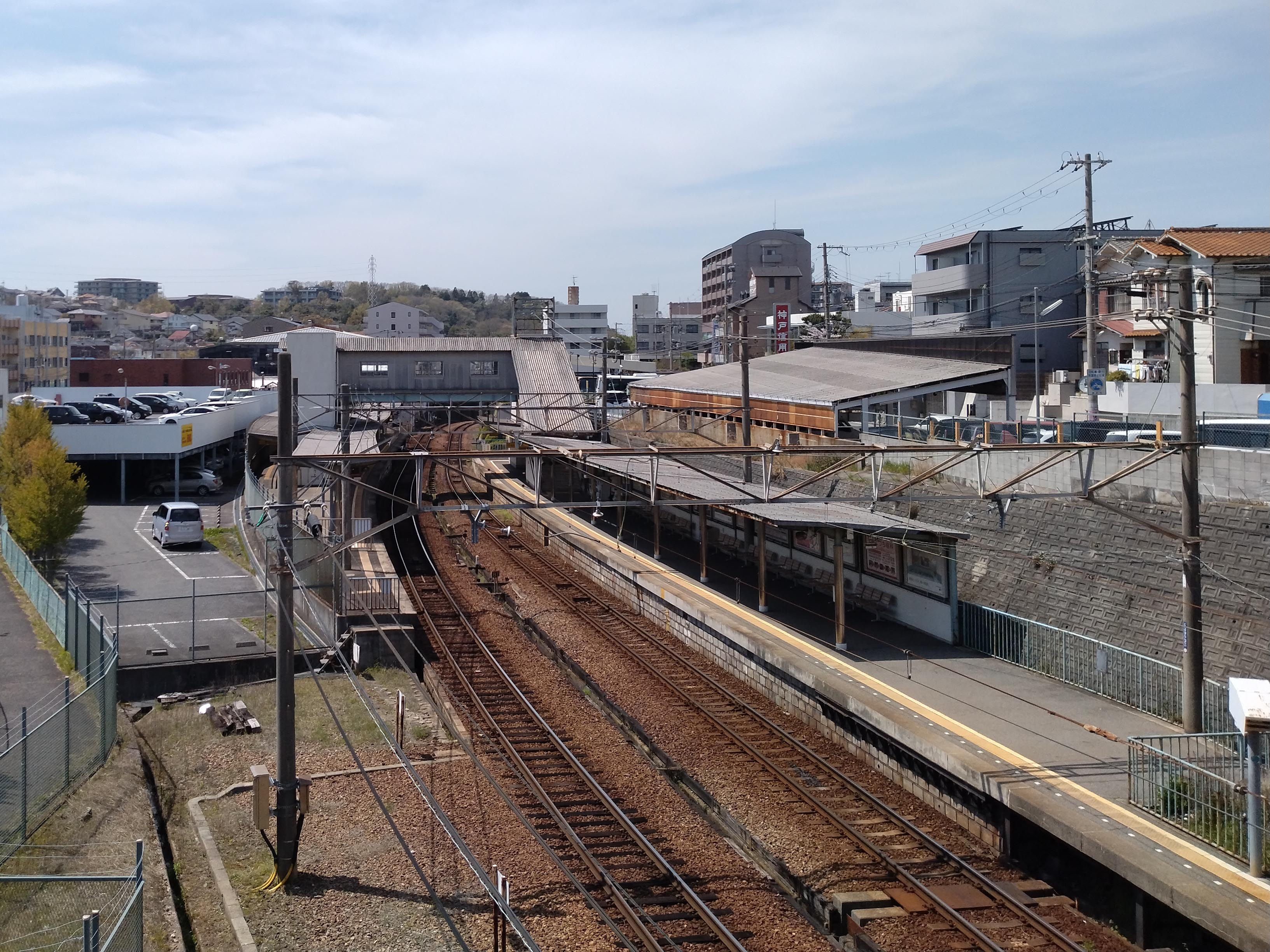
池の谷橋から駅を俯瞰

### のりば
| 番線 | 路線   | 方向 | 行先       | 備考             |
| ---- | ------ | ---- | ---------- | ---------------- |
| 3    | 粟生線 | 下り | 粟生方面   |                  |
| 3    | 粟生線 | 上り | 新開地方面 | 朝の一部列車のみ |
| 4    | 粟生線 | 上り | 新開地方面 |                  |

## 利用者状況
1日あたりの乗車人員 3,715人（2022年度）
| 年度               | 1日平均 乗車人員 |
| ------------------ | ---------------- |
| 2005年（平成17年） | 5,995            |
| 2006年（平成18年） | 5,833            |
| 2007年（平成19年） | 5,581            |
| 2008年（平成20年） | 5,385            |
| 2009年（平成21年） | 5,121            |
| 2010年（平成22年） | 5,030            |
| 2011年（平成23年） | 5,222            |
| 2012年（平成24年） | 5,011            |
| 2013年（平成25年） | 5,060            |
| 2014年（平成26年） | 4,871            |
| 2015年（平成27年） | 4,598            |
| 2016年（平成28年） | 4,523            |
| 2017年（平成29年） | 4,482            |
| 2018年（平成30年） | 4,392            |
| 2019年（令和元年） | 4,268            |
| 2020年（令和02年） | 3,638            |
| 2021年（令和03年） | 3,619            |
| 2022年（令和04年） | 3,715            |

## 駅周辺
南側（3番線・粟生方面）しか改札が無い為、駅北側へは神鉄食彩館横の跨線橋を渡る。
- タクシー乗り場（神鉄タクシー）
- 神鉄食彩館（神戸電鉄直営スーパー）
- 神戸北郵便局
- しあわせの村
- 神戸ゆうゆうの里
- 神戸市立鵯越墓園（北門及びその周辺の地区のみ。墓園事務所・鵯越大仏は鵯越駅が至近）[6]
- 神戸市立北五葉小学校
- 神戸市立南五葉小学校
- 神戸市立鈴蘭台中学校
- 特別養護老人ホーム 万寿の家
- コープこうべ コープ西鈴蘭台
- すずらん病院
- 関西スーパー レ・アール店
- キリン堂 西鈴蘭台店
- 長田皮フ科医院（案内放送あり）
- ハピネスプラザ

## バス路線
| 停留所名     | 運行事業者 | 路線名・系統・行先                                                                    |
| ------------ | ---------- | ------------------------------------------------------------------------------------- |
| 西鈴蘭台駅   | 阪急バス   | - 150系統：神戸駅前 / 筑紫が丘5丁目 - 151系統：神戸駅前 - 158系統：神戸駅前 / 谷上駅  |
| 西鈴蘭台駅前 | 神鉄バス   | - 星和台線：星和台2丁目、西鈴蘭台駅 - 中央病院線：中央病院前 - 君影団地線：鈴蘭台駅前 |

神鉄バスの方向幕は、鈴蘭台駅行きとの混同を防ぐため「西」の字を赤くしている。また、一部の路線では「西鈴駅前」と略されている。

## 隣の駅
神戸電鉄
■粟生線
■準急・■普通
鈴蘭台西口駅 (KB41) - 西鈴蘭台駅 (KB42) - 藍那駅 (KB43)